# Tim Clutton-Brock
Pour les articles homonymes, voir Clutton et Brock.
Timothy Hugh Clutton-Brock (né le 13 août 1946) est un zoologiste britannique connu pour ses études comparatives de l'écologie comportementale des mammifères en particulier le cerf rouge et les suricates.

## Biographie
Clutton-Brock fait ses études à l'Université de Cambridge où il obtient un doctorat en 1972.
Depuis 2008, il est professeur Prince Philip d'écologie et de biologie évolutive et chef du groupe de recherche sur les grands animaux au département de zoologie de l'Université de Cambridge et membre du Magdalene College, Cambridge. Il détient également des chaires extraordinaires au Département de zoologie et d'entomologie et à l'Institut de recherche sur les mammifères de l'Université de Pretoria, en Afrique du Sud.
Les premiers travaux de Clutton-Brock portent sur le comportement social des primates. Une grande partie de son travail récent se concentre sur trois études à long terme : du Cerf élaphe sur l'île écossaise de Rùm, des moutons Soay sur Saint-Kilda et des suricates dans le sud du Kalahari. Il est l'un des fondateurs du Kalahari Meerkat Project, dont les sujets sont présentés dans l'émission télévisée Meerkat Manor ,.
Il est élu membre de la Royal Society en 1987. Il est chercheur ISI très cité. Il remporte en 1997 la médaille Frink de la Société zoologique de Londres.
En 2012, il reçoit la médaille Darwin de la Royal Society pour ses travaux sur la diversité des sociétés animales et la démonstration de leurs effets sur l'évolution des stratégies de reproduction, le fonctionnement de la sélection et la dynamique des populations.

## Livres
- Readings in Sociobiology. édité par Paul H. Harvey. (1978, W.H.Freeman & Company;  (ISBN 0-7167-0190-1))
- Red Deer: Behavior and Ecology of Two Sexes. Avec F. E. Guinness and S. D. Albon. (1982, University Of Chicago Press;  (ISBN 0-226-11057-5))
- Life Histories in Comparative Perspective. Avec P.H. Harvey and R.D. Martin, R.D. (1987) dans Primate Societies. Barbara Smuts, Cheney, D.L., Seyfarth, R.M., Richard Wrangham, Struhsaker, T.T. (eds). Chicago & London:University of Chicago Press. pp. 181–196  (ISBN 0-226-76715-9)
- Rhum: The Natural History of an Island (Edinburgh Island Biology), avec M. E. Ball. (1987, Edinburgh University Press;  (ISBN 0-85224-513-0))
- Reproductive Success: Studies of Individual Variation in Contrasting Breeding Systems (Editor, 1990, University Of Chicago Press;  (ISBN 0-226-11059-1))
- The Evolution of Parental Care (1991, Princeton University Press;  (ISBN 0-691-02516-9))
- Changes and Disturbance in Tropical Rainforest in SouthEast Asia, avec David M. G. Newbery et Ghillean Prance. (2000, World Scientific Publishing Company;  (ISBN 1-86094-243-1))
- Wildlife Population Growth Rates, avec R. M. Sibly and J. Hone. (2003, Cambridge University Press;  (ISBN 0-521-53347-3))
- Soay Sheep: Dynamics and Selection in an Island Population, avec Josephine Pemberton. (2004, Cambridge University Press;  (ISBN 0-521-52990-5))
- Meerkat Manor – The Story of Flower of the Kalahari (2007, Weidenfeld & Nicolson;  (ISBN 0-297-84484-9))
- Mammal Societies (2016, Wiley-Blackwell;  (ISBN 1119095328))